# 里奇菲尔德 (华盛顿州)
里奇菲尔德（英文：Ridgefield），是美国华盛顿州克拉克县下属的一座城市，位於克拉克郡北部丘陵起伏的郊區。根据2000年美国人口普查，该市有人口2,147人。根据2010年美国人口普查，该市有人口4,763人。而2011年估计该市有4,851人。
里奇菲尔德以美洲原住民和刘易斯与克拉克远征的歷史而聞名，也是里奇菲爾德國家野生動物保護區的所在地，作為太平洋候鳥航道的主要中途保留地，還有里奇菲爾德高中的「鏟鋤者隊」（反映當地的馬鈴薯業）。里奇菲尔德也有舉辦各種年度慶典，包括傳統的國慶日慶典，還有賞鳥節以吸引該地區的愛鳥人士。
雖然里奇菲尔德本身並不大，但「里奇菲尔德」可以指更大的區域，西至哥倫比亞河，北至劉易斯河，東至5號州際公路過去幾英里，南至靠近溫哥華。

## 外部連結
- （英文） 里奇菲尔德官方網站 （页面存档备份，存于）
- （英文） 里奇菲尔德歷史 （页面存档备份，存于）在HistoryLink